# Bretteville
Bretteville ist eine französische Gemeinde im Manche in der Region Normandie.

## Toponymie
Bretteville leitet sich aus Brite (aus Großbritannien) und aus der französischen Endung -ville ab.
1995 wollte der Gemeinderat die Gemeinde in Bretteville-en-Saire umbenennen (auf den Straßenschildern steht bereits Bretteville-en-Saire geschrieben). Dem Wunsch nach einer Umbenennung wurde aber vom Staatsrat nicht stattgegeben.

## Geografie
Bretteville liegt an der Nordküste der Halbinsel Cotentin in der Landschaft Val de Saire.
Der höchste Punkt erreicht 156 m am Ort Bellevue. Die Küste erstreckt sich auf ungefähr zweieinhalb Kilometer.
Angrenzende Gemeinden sind Maupertus-sur-Mer, Gonneville und Digosville.

## Bevölkerungsentwicklung
| Jahr      | 1962 | 1968 | 1975 | 1982 | 1990 | 1999 | 2009 | 2018 |
| Einwohner | 456  | 455  | 542  | 680  | 1008 | 1075 | 1055 | 1055 |

## Sehenswürdigkeiten
- Kirche Saint-Germain aus dem 15. Jahrhundert.
- Das Galeriegrab Allée couverte de la Forge wurde 1862 als Monument historique registriert.[3]

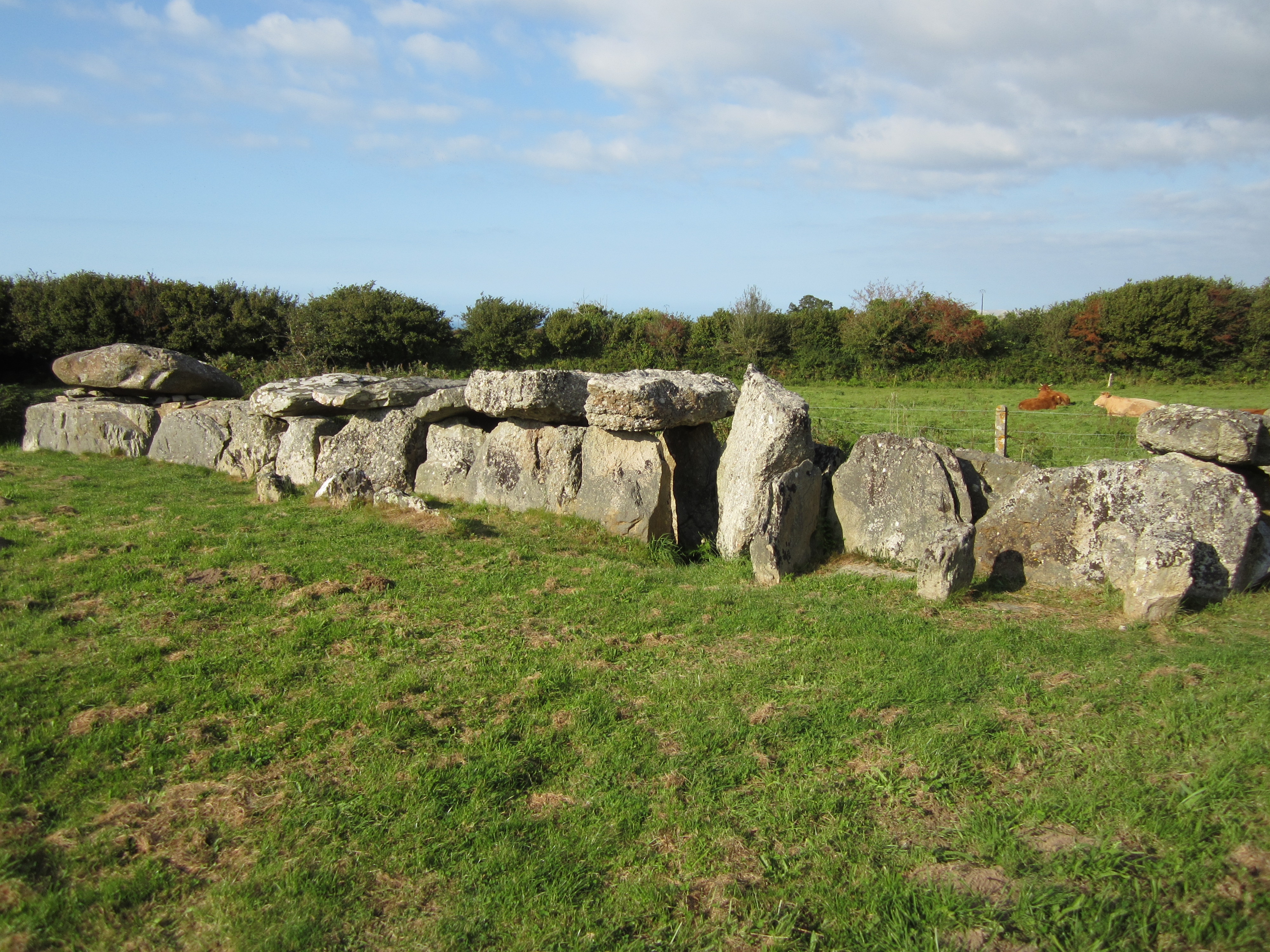
Galeriegrab Allée couverte de la Forge in Bretteville-en-Saire

Das Galeriegrab besteht aus Konglomerat aus dem Trias, das aus dem benachbarten Maupertus-sur-Mer kommt. Zahlreiche Besucher halten das Konglomerat guten Gewissens für heutigen Beton.

## Persönlichkeiten
- Raymond Jupille (1913 in Bretteville – 1997), Maler